# Poeciliopsis hnilickai
Poeciliopsis hnilickai är en fiskart som beskrevs av Meyer och Vogel, 1981. Poeciliopsis hnilickai ingår i släktet Poeciliopsis och familjen Poeciliidae. Inga underarter finns listade i Catalogue of Life.